# Pterocles decoratus
Pterocles decoratus е вид птица от семейство Pteroclididae.

## Разпространение
Видът е разпространен в Етиопия, Кения, Сомалия и Танзания.